# Ђаволова дувка
Ђаволова дувка је пећина на југоистоку Суве планине, на 3 километра од Бабушнице и 70 километара од Ниша.

## Опште информације
Ђаволова дувка се налази на северозападној страни брда које се зове „Габар“, тачније близу његовог врха „Таламбас“ који је висок 723. метара надморске висине. Улаз у пећину се налази у густој шуми на надморској висини од 638. метара. Пећина је хидролошки активна. Из пећине је раније текла питка вода која је осамдесетих година двадесетог века каптирана и цевима спроведена до чесме у селу Сурачево. Главни ходник пећине је дугачак тридесетак метара, и постепено се након двадесетак метра од улаза сужава и рачва у неколико уских канала који су непроходни, тако да их није могуће истражити до краја, а претпоставка је да се ту и завршавају. У пећини нема скоро никаквог пећинског накита нити украса. Приметна је мања популација слепих мишева.
Званични назив пећине је „Ђаволова дувка“. Потиче од локалног шопског дијалекта којим се и дан данас говори у општини Бабушница, као и већини општина на југоистоку Србије. На савременом књижевном српском назив би био „Ђавоља рупа“. Из самог назива се може закључити како је и под којим условима настао. Наиме, по локалном предању (које још увек памте и препричавају поједине баке и деке из околних села Горчинци и Сурачево) одувек се сматрало да у тој пећини живи нико други до сам Ђаво. Прича је највероватније настала како би људи уплашили децу која су била знатижељна и хтела да истраже пећину. Родитељи би имали обичај да деци говоре како су многа непослушна деца након уласка у пећину нестала, односно била су поједена од стране ђавола који унутра живи и спремно чека радозналу децу и људе који се тамо зауте.